# 아미티빌 호러 (2005년 영화)
《아미티빌 호러》(영어: The Amityville Horror)는 미국에서 제작된 앤드루 더글러스 감독의 2005년 초자연 공포 영화이다. 라이언 레이놀즈, 멀리사 조지, 필립 베이커 홀 등이 출연하였고, 마이클 베이 등이 제작에 참여하였다.
이 영화는 2005년 4월 15일 메트로 골드윈 메이어 픽처스와 디멘션 필름스에 의해 미국에서 개봉되었다.

## 줄거리
영화의 무대는 1692년에 지어진 뉴욕 애미티빌 12 오션 애비뉴의 한 집이다. 지하실은 그대로 보존돼 왔고, 그 위로는 개축이 몇 번 이뤄진 상태이다.
1974년 이 집에 살던 로널드 더페이오 주니어가 목소리들의 지시에 의해 입주 28일만에 가족을 몰살한다.
일 년 뒤 조지와 캐시 러츠 부부가 캐시가 죽은 전남편과의 사이에서 얻은 빌리, 마이클, 첼시를 데리고 이 집으로 이사한다. 아직 조지를 한 가족으로 받아들이지 못한 아이들 때문에 불편한 긴장이 흐르는 가운데 이들은 이상 현상을 겪는다. 특히 첼시는 조디라는 아이와 친구가 됐다고 하는데, 이는 더페이오가 살해했던 딸의 이름이다.
부부는 데이트를 나가면서 전에 더페이오네 아이들을 돌보아 줬던 리사에게 아이들을 맡긴다. 리사는 이 집에서 벌어진 살인 사건들을 묘사하며 아이들을 겁준다. 빌리는 리사에게 조디가 살해됐던 옷장에 들어가면 키스 포스터를 주겠다고 제안한다. 이에 응한 리사는 옷장 안에 갇혀 버리고, 조디의 영이 나타나 총알에 맞아 뚫린 자리에 손가락을 집어 넣게 하자 쇼크를 받아 병원에 실려간다.
조지는 목욕 중에 정체불명의 손들이 아래로 끌어당기면서 익사할 뻔 하고, 욕조가 피에 물들어 있는 것을 발견한다. 전에 없던 가학성을 보이기 시작한 조지는 도끼로 장작을 쪼개면서 빌리에게 나무 토막을 받치고 있으라고 강요하고, 홈비디오를 보다가 아이들 얼굴이 흉측하게 일그러지는 걸 목격하는가 하면, 애완견을 죽이기도 한다.
첼시는 자신도 조디처럼 죽어야 한다며 지붕 위에서 자살을 시도하다가 부부에게 구출된다. 캐시는 캘러웨이 신부에게 상담을 하고, 신부는 집을 축복하던 중 갑자기 나타난 파리떼에게 공격을 당해 황급히 도망을 친다.
도서관을 찾은 캐시는 112 오션 애비뉴가 목사 제러마이아 케첨이 17세기에 애미티빌에서 전도를 하면서 원주민 대상으로 악랄한 짓을 했던 장소라는 걸 알게 된다. 그 사이 조지는 지하실에서 목사의 악령에게 고문을 당하고 죽은 원주민들의 유령을 보게 된다.
조지가 악령에 들렸다고 확신한 캐시는 신부의 조언대로 아이들을 데리고 집에서 나가려고 하지만 이미 모두의 관까지 마련해 둔 조지는 몰살을 시도한다. 캐시는 가까스로 조지가 정신을 잃게 하고 조지의 몸을 집에서 멀리 떨어뜨려 빙의를 푼다.
그렇게 러츠 가족은 이 집에서 채 28일을 못 채우고 이사를 간다. 빈 집은 저절로 원 상태로 재배열되고, 공포에 질려 소리를 지른 조디의 영을 바닥에서 나타난 손이 밑으로 끌어내린다.

## 출연진
- 멀리사 조지 - 캐서린 “캐시” 러츠 역
- 라이언 레이놀즈 - 조지 러츠 역
- 제시 제임스 - 빌리 러츠 역
- 지미 베넷 - 마이클 러츠 역
- 클로이 그레이스 머레츠 - 첼시 러츠 역
- 레이철 니컬스 - 리사 역
- 필립 베이커 홀 - 캘러웨이 신부 역
- 이저벨 코너 - 조디 더페이오 역
- 브렌던 도널드슨 - 로널드 “로니” 더페이오 주니어 역

## 기타 제작진
- 협력 제작: 매슈 코핸, 스테펀 소넌펠드
- 배역: 리사 필즈
- 미술: 제니퍼 윌리엄스
- 의상: 데이비드 C. 로빈슨
- 세트: 대니얼 B. 클랜시